# Морелья
Морелья (валенс. Morella, ісп. Morella) — муніципалітет в Іспанії, у складі автономної спільноти Валенсія, у провінції Кастельйон. Населення — 2834 особи (2010).

## Географія
Муніципалітет розташований на відстані близько 310 км на схід від Мадрида, 70 км на північ від міста Кастельйон-де-ла-Плана.
На території муніципалітету розташовані такі населені пункти: (дані про населення за 2010 рік)
- Ла-Веспа: 32 особи
- Кастельйонс: 14 осіб
- Чива-де-Морелья: 39 осіб
- Прімера-дел-Ріу: 168 осіб
- Фонт-д'ен-Торрес: 11 осіб
- Ербезет: 6 осіб
- Сегона-дел-Ріу: 102 особи
- Муйшакре: 28 осіб
- Елс-Льївіс: 14 осіб
- Коль-і-Моль: 66 осіб
- Морелья: 2254 особи
- Морелья-ла-Велья: 16 осіб
- Ортельс: 43 особи
- Ла-Побла-д'Алколеа: 15 осіб
- Ла-Рока: 23 особи
- Вальївана: 3 особи

## Демографія
Динаміка населення (INE ):

## Галерея зображень

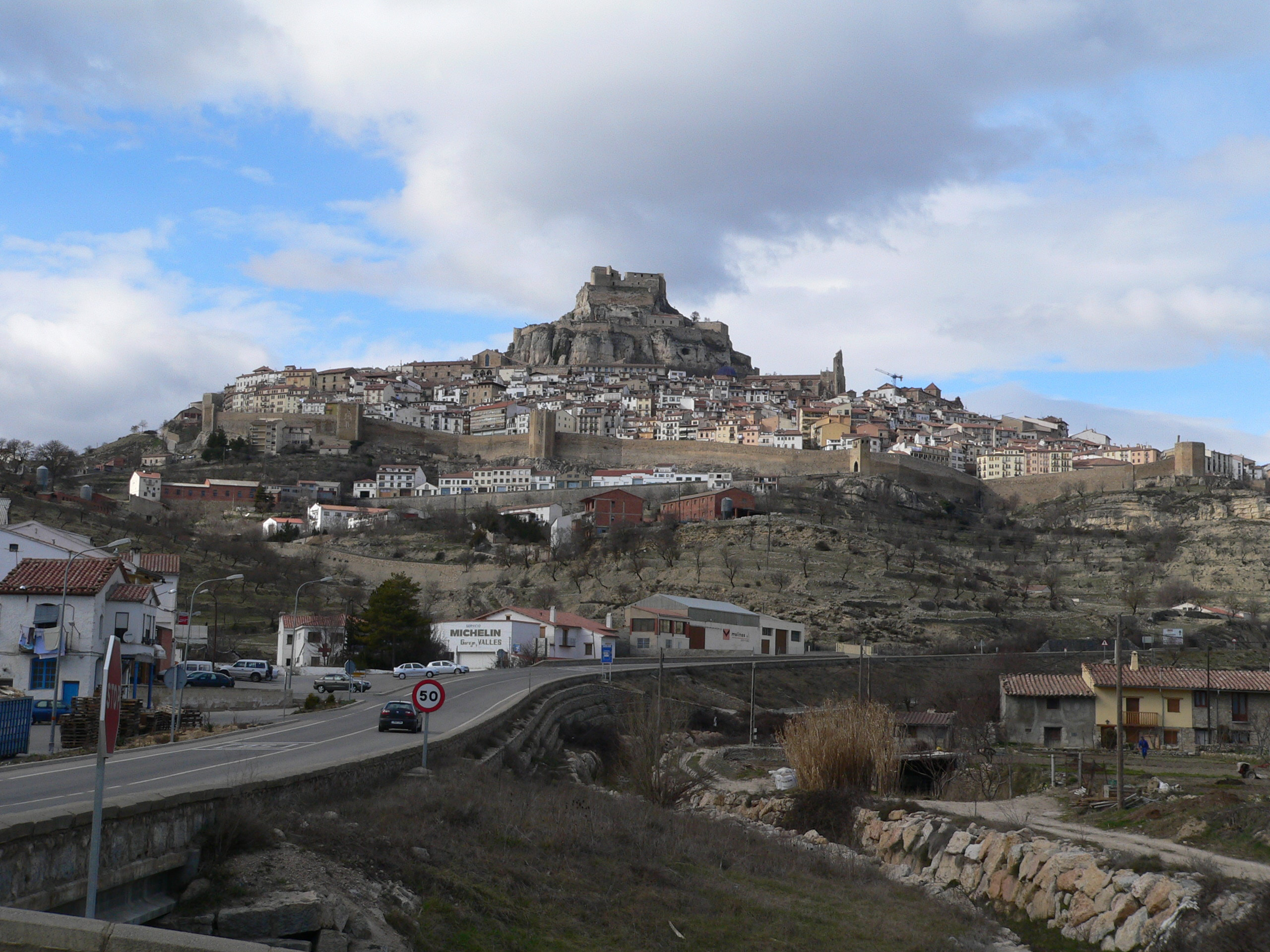
Панорама
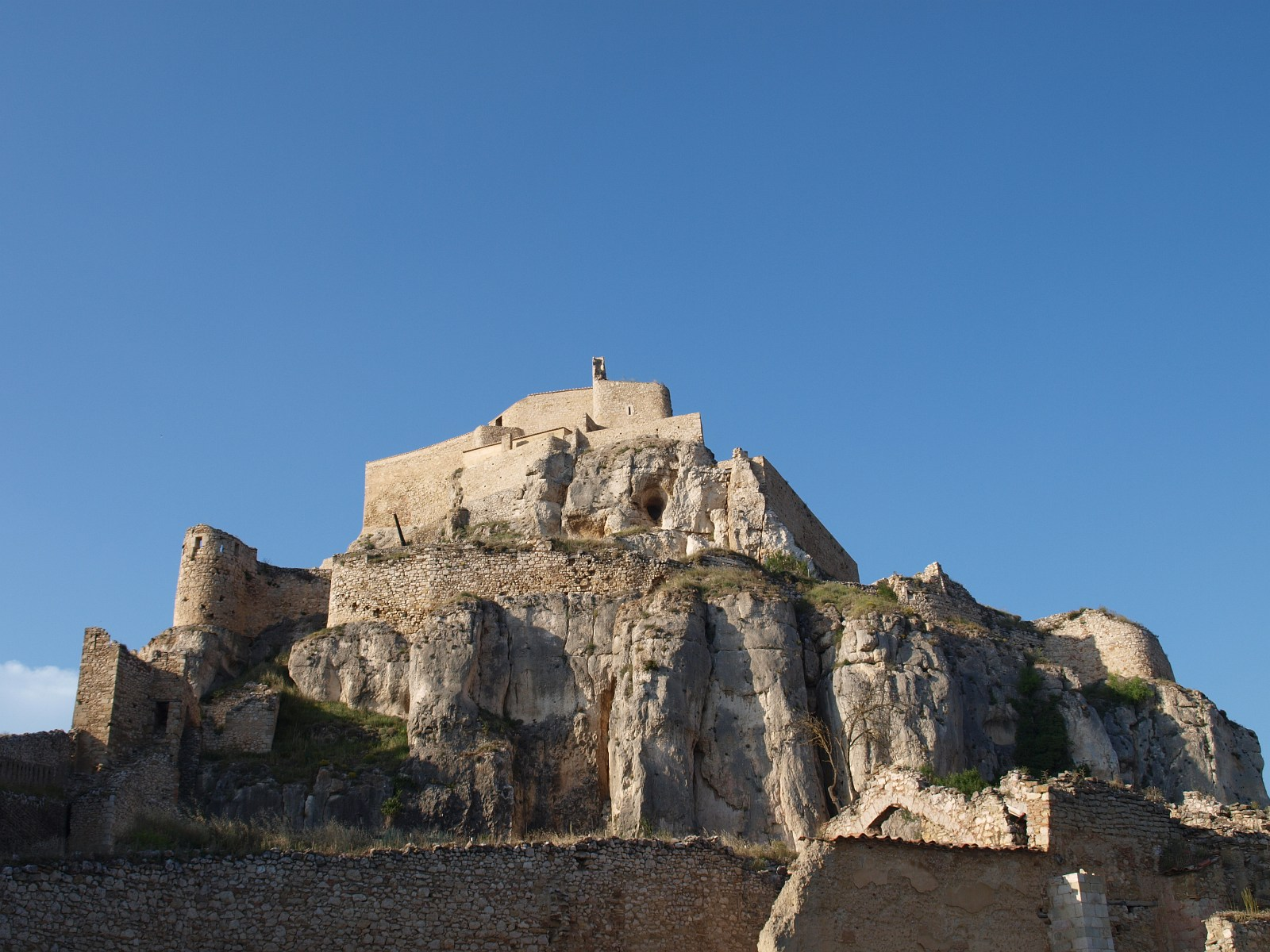
Замок Морельї
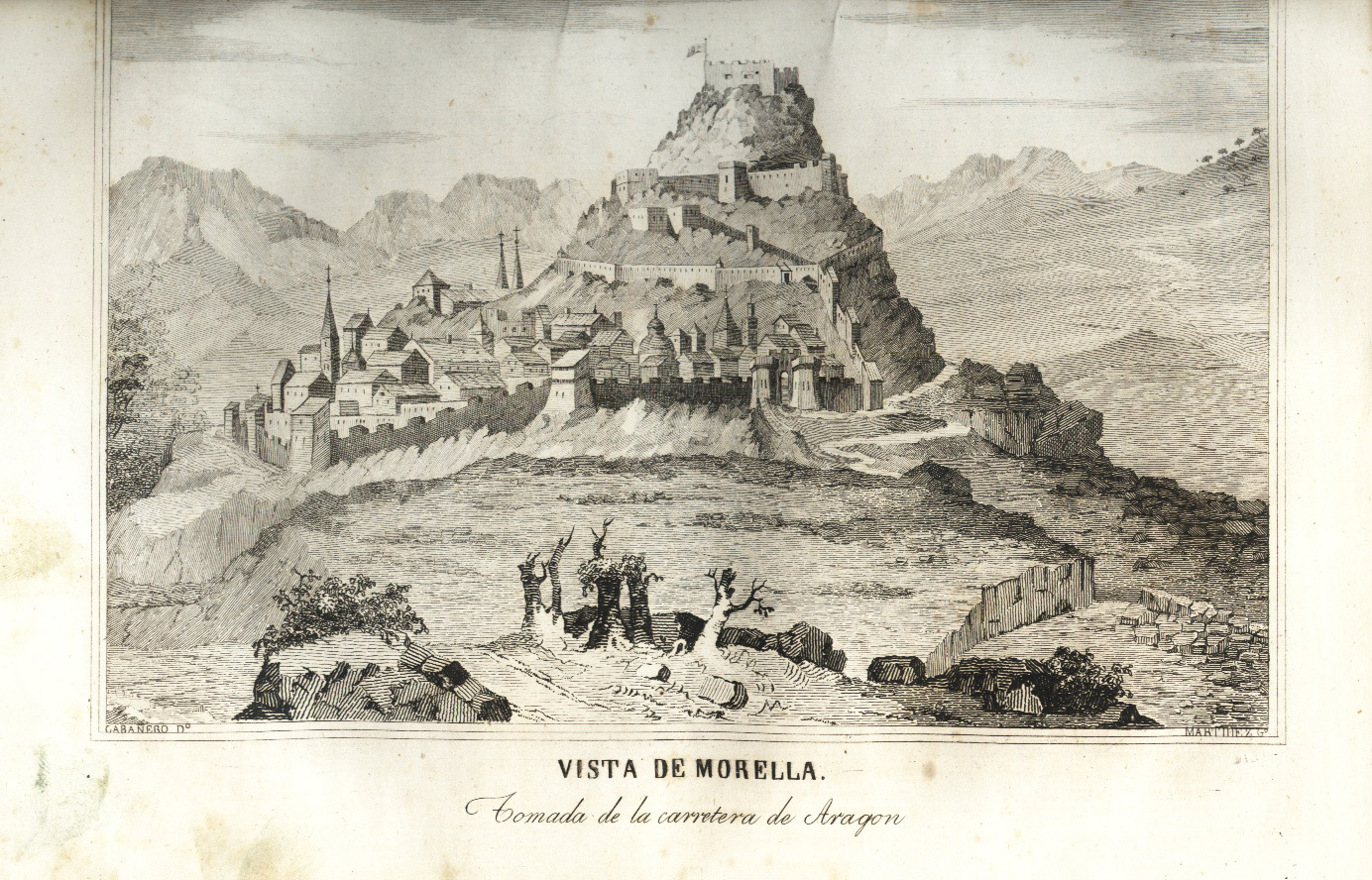
Морелья у 1845 році
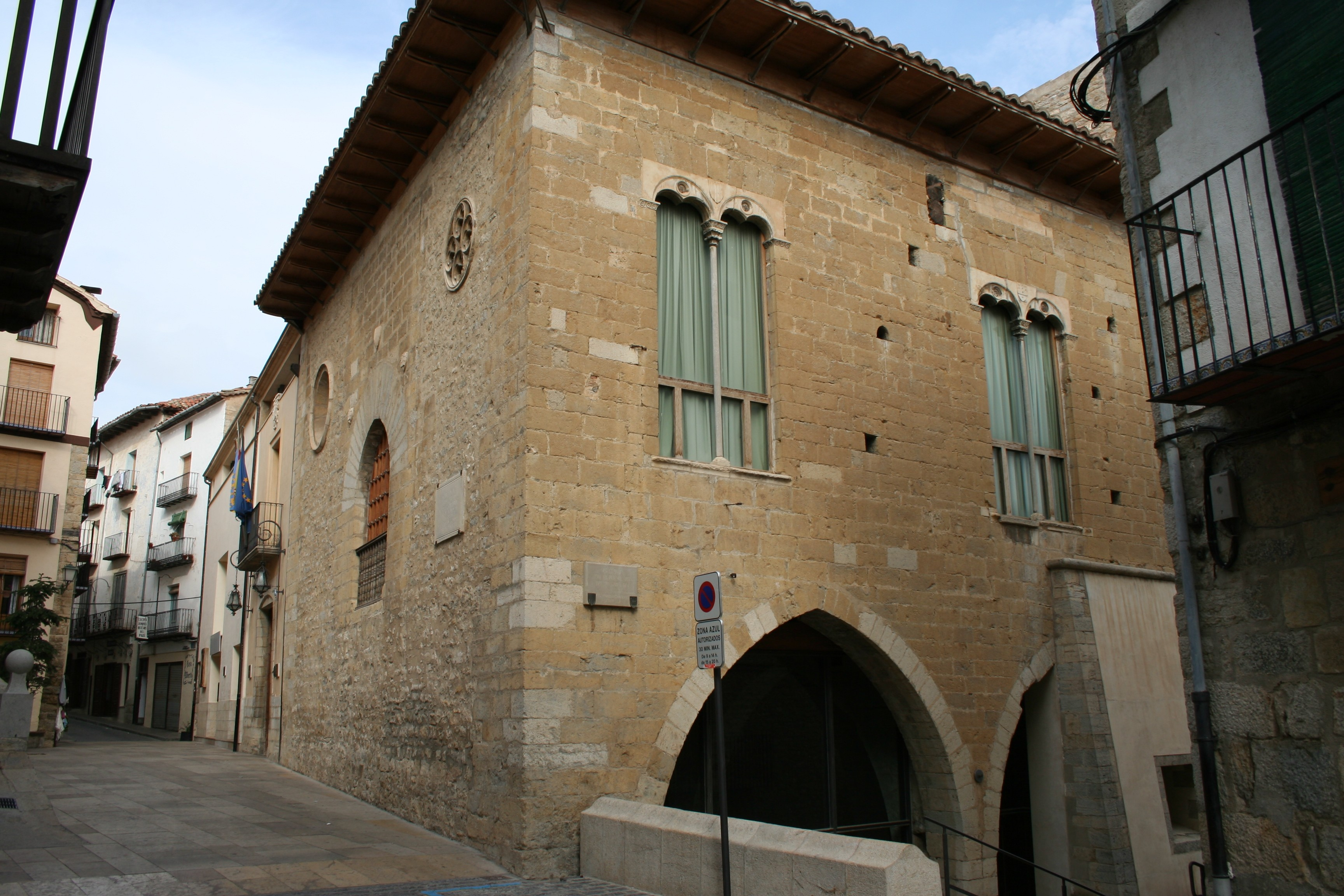
Будинок муніципальної ради
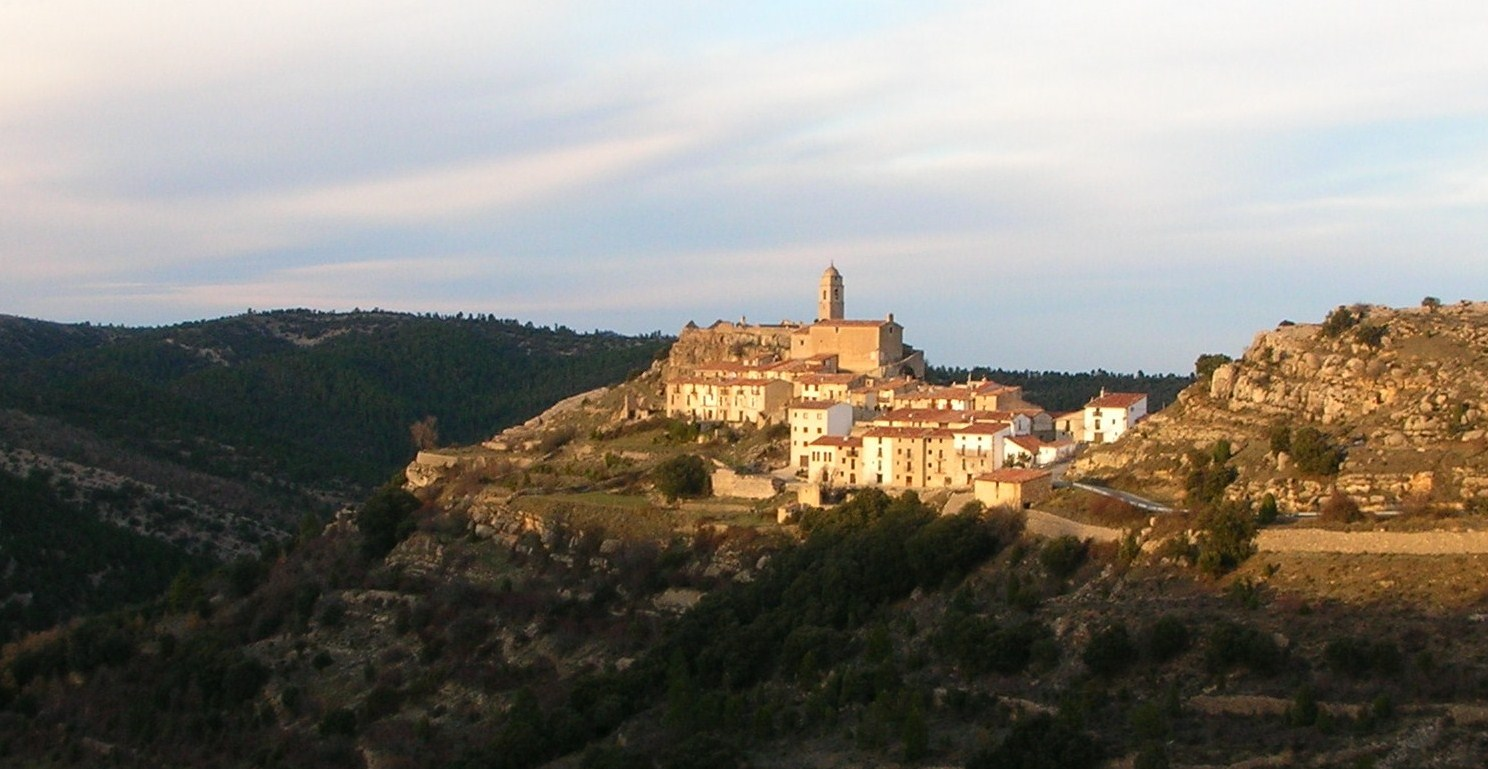
Ербезет